# 大衛·本特利·哈特
大衛·本特利·哈特（英語：David Bentley Hart，1965年—），東方正教會神學家、哲學家與文化評論者。現為聖母大學高級學習研究所的院士。

## 生平
哈特於馬里蘭大學取得學士學位，劍橋大學取得哲學博士，於維吉尼亞大學取得碩士與博士學位。隨後於維吉尼亞大學等大學任教。他自2015年起是聖母大學高級學習研究所的院士。
他也是基督教刊物《首要之事》(First Things)的專欄作家之一。

## 著作
- Atheist Delusions: The Christian Revolution and Its Fashionable Enemies （页面存档备份，存于） (2009). New Haven, CT: Yale University Press. ISBN 9780300155648
- The Experience of God: Being, Consciousness, Bliss （页面存档备份，存于） (2014). New Haven, CT: Yale University Press. ISBN 9780300209358

## 外部連結
- 大衛·本特利·哈特部落格 （页面存档备份，存于）